# Нижни Сиргози
Нижни Сиргози (на украински: Нижні Сірогози) е селище от градски тип в Южна Украйна, Нижнисиргозки район на Херсонска област. Основано е през 1812 година. Населението му е около 5992 души.